# Princípio de Le Châtelier
O Princípio de Le Châtelier, postulado pelo químico industrial francês Henri Louis Le Châtelier (1850-1936), estabelece que:
"Se for imposta uma alteração, de concentrações, de temperatura ou de pressão, a um sistema químico em equilíbrio, a composição do sistema deslocar-se-á no sentido de contrariar a alteração a que foi sujeita."

## Equilíbrio químico e termodinâmica química
Conforme seu enunciado, o Princípio de Le Châtelier permite prever o comportamento que um sistema, previamente em equilíbrio, adotará ao sofrer perturbações. Isso ocorre porque, embora as possibilidades de alterações no sistema sejam diversas, o retorno ao estado de equilíbrio é espontâneo, em outras palavras, termodinamicamente favorável. Por esse motivo, a compreensão de como cada mudança no sistema afeta a constante de equilíbrio (ponto no qual o sistema está em equilíbrio) é importante para intuir qual será seu o comportamento.
Sendo assim, algumas considerações iniciais são relevantes:
{\displaystyle \Delta G^{\circ }=-RT\ln K}
{\displaystyle K=\exp \left({\frac {-\Delta G^{\circ }}{RT}}\right)}
em que K é a constante de equilíbrio.
- Variáveis que afetam o equilíbrio químico:

Por estar estritamente relacionado à termodinâmica, como as fórmulas ilustram, o ponto do equilíbrio depende dos fatores:
1. Temperatura
2. Reação em análise (fator incluído na variação de Energia Livre de Gibbs)

Sendo assim, para uma mesma reação, a única perturbação que afeta a constante de equilíbrio é a temperatura.
Conclui-se, portanto, que a análise dos fatores: Concentração e Pressão é mais simples. Para esses casos, basta analisar qual é a mudança causada pela perturbação em relação ao ponto de equilíbrio, que o comportamento do sistema será justamente o oposto, de maneira a se atingir um novo equilíbrio mas de mesma constante.
Já a análise a respeito da influência da temperatura é um pouco diferente. Para ela, é necessário observar qual a mudança na constante de equilíbrio ocasionada pela variação da temperatura. Para tanto, a segunda relação acima será utilizada para inferir se "K" é função crescente ou decrescente da temperatura.

## Concentração

### Análise de efeito da concentração no quociente de reação
{\displaystyle Q={\frac {[PRODUTOS]^{a}}{[REAGENTES]^{b}}}} , com "a" e "b" sendo definidos para cada elemento a partir da reação em análise. 
Q (Quociente) é resultado dessa operação, e equivale à constante de equilíbrio quando as concentrações utilizadas são aquelas do momento de equilíbrio. Quando o valor desse quociente não equivale ao do equilíbrio, é possível prever qual será o caminho que o sistema percorrerá:
Q< Kc , há necessidade de formação de produtos e consumo de reagentes
Q> Kc,  há necessidade de consumo de produtos e formação de reagentes

Assim, para fazer a análise do efeito da mudança de concentrações em uma reação em equilíbrio, basta analisar a mudança no valor de Q referente à perturbação.
A título de exemplo, analisemos a seguinte reação:
{\displaystyle {\ce {aA + bB <=> cC}}} , sendo as letras minúsculas os coeficientes da reação. Para ela, o quociente de reação seria expresso por:
{\displaystyle Q={\frac {[C]^{c}}{[A]^{a}[B]^{b}}}}
Assumindo que a reação esteja inicialmente em equilíbrio, {\displaystyle Q_{o}=K_{c}}
- Aumento na concentração de reagentes:

Ao se aumentar abruptamente a concentração de A ou B, Q se torna menor que Kc. Assim, o sistema se comportará de modo a consumir reagentes e formar produtos, aumentando Q de volta ao valor inicial. Dizemos que a adição de reagentes desloca o equilíbrio no sentido de formar produtos.
- Diminuição na concentração de reagentes:

Ao se diminuir a concentração de A ou B, Q se torna maior que Kc. Assim, o sistema se comportará de maneira a consumir produtos e formar reagentes, diminuindo Q de volta ao valor inicial . Dizemos que a retirada de reagentes desloca o equilíbrio no sentido de formar reagentes.
- Aumento na concentração de produtos:

Ao se aumentar a concentração de C, Q se torna maior que Kc. Assim, o sistema se comportará de forma a consumir produtos e formar reagentes, diminuindo Q de volta ao valor original. Dizemos que a adição de produtos desloca o equilíbrio no sentido de formar reagentes.
- Diminuição na concentração de produtos:

Ao se diminuir a concentração de C, Q se torna menor que Kc. Assim, o sistema se comportará de modo a consumir reagentes e formar produtos, aumentando Q de volta ao valor inicial. Dizemos que a retirada de produtos desloca o equilíbrio no sentido de formar produtos.
A observação desses resultados permite inferir, em um sistema em equilíbrio químico:
Ao se introduzir determinada espécie química participante da reação, o equilíbrio se deslocará de forma a consumi-la
Ao se retirar determinada espécie química participante da reação, o equilíbrio se deslocará de forma a formá-la

### Exemplo e aplicabilidade
{\displaystyle {\ce {N2 (g) + 3 H2 (g) <=> 2 NH3 (g)}}}
Ao se aumentar a concentração de gás nitrogênio (N2) o equilíbrio será deslocado no sentido oposto ao que sofreu esse aumento, ou seja, seria deslocado no sentido direto da reação (deslocamento para a direita), favorecendo a formação de produtos, aumentando assim a quantidade de amônia (NH3) formada e consequentemente reduzindo a quantidade de gás hidrogênio (H2).
Fator contrário seria observado ao se reduzir a concentração de gás hidrogênio (H2). A redução de concentração desse reagente deslocaria o equilíbrio para o mesmo lado que sofre a diminuição, fazendo com que o equilíbrio seja deslocado no sentido inverso (deslocamento para a esquerda), desfavorecendo a formação de produtos, isto é, a produção de amônia é aumentada em altos valores de concentração de gás hidrogênio, mas não é favorecida em baixas quantidades, tanto do gás hidrogênio, como do gás nitrogênio. Em outras palavras, pode-se afirmar que o rendimento da reação diminui com essa diminuição da concentração de H2.

## Pressão

### Relação com os mols de gás
O deslocamento de equilíbrio provocado pela mudança das pressões parciais das espécies químicas ocorre quando há diferença na quantidade estequiométrica de mols de gás entre reagentes e produtos de uma reação. Isso ocorre porque a variação na pressão (com temperatura constante) está vinculada a uma mudança de volume. Essa variação no volume acarretará mudança desigual nas pressões parcias de reagentes e produtos, fazendo com que se saia da condição de equilíbrio. O sistema agirá, então, no sentido contrário à perturbação, retornando gradualmente ao ponto de equilíbrio.
É possível prever qual será o comportamento do sistema seguindo o seguinte raciocínio:
{\displaystyle P_{a}V=n_{a}RT}
{\displaystyle P_{a}={\frac {n_{a}}{V}}RT}
Com esse resultado, façamos a análise semelhante à do caso anterior, avaliando o quociente de reação e seguindo a mesma reação exemplo {\displaystyle {\ce {aA + bB <=> cC}}} , sendo as letras minúsculas os coeficientes da reação e admitindo todas as espécies no estado gasoso
No equilíbrio {\displaystyle Q_{p}=K_{p}} , e Kp é constante em relação às pressões parciais.
Analogamente ao caso das concentrações, o valor de Qp em condições diferentes do equilíbrio químico nos permite avaliar qual será o caminho percorrido pelo sistema:
- Qp < Kp, indica a necessidade de se formar produtos e consumir reagentes
- Qp > Kp, indica a necessidade de se formar reagentes e consumir produtos

Para que se saiba qual será o efeito da variação da pressão, basta avaliar o que acontece com Qp para essas mudanças. 
Escrevendo a expressão de Qp e manipulando tem-se que:{\displaystyle Q_{p}=\left({\frac {Pc^{c}}{Pa^{a}Pb^{b}}}\right)=\left({\frac {n_{c}^{c}}{n_{a}^{a}n_{b}^{b}}}\right)\left({\frac {V^{a}V^{b}}{V^{c}}}\right)}
sendo as quantidades em mol constantes, Qp varia com o volume segundo a relação:
{\displaystyle Q_{p}\propto V^{-\Delta \nu }} , com {\displaystyle \Delta \nu } sendo a variação da quantidade em mols de espécies químicas gasosas na reação
- {\displaystyle \Delta \nu } Positivo (mais produtos gasosos que reagentes gasosos)

Para esse caso, Qp é proporcional ao volume elevado a um número negativo. Assim, o aumento do volume (diminuição da pressão) diminui Qp. Por isso, há tendência de se formar produtos e consumir reagentes, para que Qp aumente e retorne ao valor inicial. Dizemos que a diminuição da pressão favoreceu o sentido de formar produtos. 
Por outro lado, a diminuição do volume (aumento da pressão) aumenta Qp. Assim, há tendência de se formar reagentes e consumir produtos, para que Qp diminua e retorne ao seu valor de equilíbrio. Dizemos que o aumento da pressão favoreceu o sentido de formar reagentes.
- {\displaystyle \Delta \nu } Negativo (mais reagentes gasosos que produtos gasosos)

Para esse caso, Qp é proporcional ao volume elevado a um número positivo. Assim, o aumento do volume (diminuição da pressão) aumenta Qp. Por isso, há tendência de se forma reagentes e consumir produtos, para que Qp diminua e retorne ao valor inicial. Dizemos que a diminuição da pressão favoreceu o sentido de formar reagentes
Por outro lado, a diminuição do volume (aumento da pressão) diminui Qp. Assim. há tendência de se formar produtos e consumir reagentes, para que Qp aumente e retorne ao seu valor de equilíbrio. Dizemos que o aumento da pressão favoreceu o sentido de formar produtos.
Para ambos os casos é clara a relação:
O aumento na pressão favorece o sentido em que há menos mols de gás
A diminuição na pressão favorece o sentido em que há mais mols de gás

### Exemplo e aplicabilidade
Quando recorremos a mesma reação de síntese de amônia do exemplo anterior, podemos observar a relação da pressão com o deslocamento de equilíbrio.
{\displaystyle {\ce {N2 (g) + 3 H2 (g) <=> 2 NH3 (g)}}}
Percebe-se que no lado dos reagentes, há a presença de 4 mols no estado gasoso e no lado dos produtos, apenas 2 mols no estado gasoso.
Ao se aumentar a pressão desse sistema, poderíamos afirmar que o equilíbrio seria deslocado no sentido que possui o menor número de mols, sendo esse o sentido direto, sentido de formação de produtos, aumentando a quantidade de amônia formada (NH3).
Quando se diminui a pressão do sistema, pode-se afirmar que o equilíbrio químico será deslocado no sentido inverso da reação química, desfavorecendo a produção da amônia (NH3)

### Adição de gases inertes
Gases inertes, como os gases nobres, são aqueles que não reagem com os elementos químicos da solução. Adicionando um gás inerte a um equilíbrio gasoso à um volume constante não resulta em um deslocamento, pois a adição de um gás não reativo não muda o equilíbrio da reação, já que ele aparecerá em ambos os lados da equação, como no exemplo abaixo, onde se adicionou 2 mols de Hélio (He) gasoso:

{\displaystyle {\ce {N2 (g) + 3 H2 (g) + 2 He(g) <=> 2 NH3 (g) + 2 He(g)}}}

Sendo a constante de equilíbrio K, calculada a partir das pressões parciais:

{\displaystyle K={\frac {pNH_{3}^{2}.pHe^{2}}{pN_{2}.pH_{2}^{3}.pHe^{2}}}={\frac {pNH_{3}^{2}}{pN_{2}.pH_{2}^{3}}}}

Apesar da pressão aumentar no sistema, é a mudança na pressão parcial de cada componente reativo que fará com que o equilíbrio seja deslocado para um lado ou outro da equação. Se esse processo não fosse feito à volume constante, modificaria - se as pressões parciais dos elementos gasosos, resultando portanto em um deslocamento do equilíbrio.

## Temperatura

### Análise termodinâmica
A análise da mudança causada pela variação da temperatura em um equilíbrio químico exige observar como a constante de equilíbrio varia com a temperatura. Da Termodinâmica Química tem-se que:
{\displaystyle K=\exp \left({\frac {-\Delta G^{\circ }}{RT}}\right)}
fazendo {\displaystyle \Delta G^{\circ }=\Delta H^{\circ }-T\Delta S^{\circ }} , e reorganizando a expressão:
{\displaystyle K=\exp \left({\frac {-\Delta H^{\circ }}{RT}}\right)\exp \left({\frac {\Delta S^{\circ }}{R}}\right)} (Equação 1)
Como apenas o primeiro fator depende da temperatura, ele é o único que precisa ser analisado. 
Expressão A: {\displaystyle \left({\frac {-\Delta H^{\circ }}{RT}}\right)}
- Reação endotérmica (ΔH positivo):

Para esse caso, a "Expressão A" é negativa. O aumento da temperatura a torna o resultado da fração mais próximo de zero, ou seja, menos negativo. Como a "Expressão A" é expoente na "Equação 1", o fato de ela se tornar menos negativa faz com que o resultado da exponencial seja maior. Por isso, o aumento da temperatura aumenta o valor da constante de equilíbrio. Em outras palavras, as reações endotérmicas são favorecidas pelo aumento da temperatura. Já a diminuição da temperatura diminui a constante de equilíbrio, e, por isso, não favorece o sentido endotérmico.
- Reação Exotérmica (ΔH negativo)

Para esse caso, a "Expressão A" é positiva. O aumento da temperatura torna o resultado da fração mais próximo de zero, isto é, menos positivo. Como a "Expressão A" é expoente na "Equação 1", o fato de ela se tornar menos positiva faz com que o resultado da exponencial seja menor. Por isso, o aumento da temperatura diminui o valor da constante de equilíbrio. Assim, as reações exotérmicas não são favorecidas pelo aumento da temperatura. Já a diminuição da temperatura aumenta a constante de equilíbrio, de tal maneira que favorece o sentido exotérmico.
Em síntese, é possível afirmar que:
- O aumento da temperatura do meio reacional favorece o sentido endotérmico da reação
- A diminuição da temperatura do meio reacional favorece o sentido exotérmico da reação

### Conclusão geral e exemplo
Para a temperatura, deve-se atentar para a classificação da reação quanto a mesma ser exotérmica ou endotérmica. Vale ressaltar que reações exotérmicas são aquelas que liberam calor (ΔH negativo), enquanto reações endotérmicas absorvem calor ().
Quando há um aumento da temperatura, o equilíbrio químico é deslocando no sentido endotérmico da reação química. 
Ao se realizar diminuições nos valores de temperatura, o equilíbrio químico é deslocado no sentido exotérmico da reação química. 
Observe a reação química abaixo:   
{\displaystyle {\ce {N2 (g) + 3 H2 (g) <=> 2 NH3 (g)}}} + Energia 
Observa-se que trata-se de uma reação exotérmica por produzir calor (liberar calor), e com isso o valor de ΔH será negativo.Como a reação química é exotérmica, o sentido direto é exotérmico e o sentido inverso da reação é endotérmico. 
Ao se aumentar a temperatura do sistema, o equilíbrio se deslocará no sentido endotérmico da reação, que é o sentido inverso. Nesse caso, pode-se visualizar que o aumento da temperatura não favorece a formação de produtos. Ao aumentar a temperatura para a reação química mencionada acima, o equilíbrio é deslocado no sentido dos reagentes (lado esquerdo), aumentando a concentração dos gases hidrogênio e nitrogênio (H2 e N2), reduzindo a quantidade de amônia (NH3) formada. 
Efeito contrário é observado sob baixas temperaturas, onde em menores temperaturas o equilíbrio é deslocado no sentido exotérmico da reação, que é o sentido direto (lado direito da reação), favorecendo a formação de amônia, e sendo assim, aumentando a quantidade de amônia formada..  

## A ação dos catalisadores
O catalisador apenas acelera a velocidade a que decorre a reação química, não afetando o equilíbrio químico, rendimento ou constante de equilíbrio. Um catalisador pode assim ser útil numa reação química, afetada pelos fatores anteriormente mencionados, pois permite que o equilíbrio seja atingido mais rapidamente, com o mesmo rendimento, mas num menor espaço de tempo aumentando assim a produtividade da reação.Os catalisadores não alteram o equilíbrio químico.